# Grande Prêmio da Grã-Bretanha de 1973
Resultados do Grande Prêmio da Grã-Bretanha de Fórmula 1 realizado em Silverstone em 14 de julho de 1973. Nona etapa da temporada, nele o norte-americano Peter Revson venceu pela primeira vez na categoria.
Nesse Grande Prêmio, Jody Scheckter, na primeira volta, bateu e eliminou 11 carros da prova. Andrea de Adamich, com esse acidente, fraturou a perna. Foi a última corrida dele na Fórmula 1.

## Classificação da prova
| Pos. | Nº | Piloto               | Construtor        | Voltas | Tempo/Diferença        | Grid | Pontos |
| ---- | -- | -------------------- | ----------------- | ------ | ---------------------- | ---- | ------ |
| 1    | 8  | Peter Revson         | McLaren-Ford      | 67     | 1:29:18.5              | 3    | 9      |
| 2    | 2  | Ronnie Peterson      | Lotus-Ford        | 67     | + 2.8                  | 1    | 6      |
| 3    | 7  | Denny Hulme          | McLaren-Ford      | 67     | + 3.0                  | 2    | 4      |
| 4    | 27 | James Hunt           | March-Ford        | 67     | + 3.4                  | 11   | 3      |
| 5    | 6  | François Cevert      | Tyrrell-Ford      | 67     | + 36.6                 | 7    | 2      |
| 6    | 10 | Carlos Reutemann     | Brabham-Ford      | 67     | + 44.7                 | 8    | 1      |
| 7    | 19 | Clay Regazzoni       | BRM               | 67     | + 1:11.7               | 10   |        |
| 8    | 3  | Jacky Ickx           | Ferrari           | 67     | + 1:17.4               | 19   |        |
| 9    | 25 | Howden Ganley        | Iso-Marlboro-Ford | 66     | + 1 volta              | 18   |        |
| 10   | 5  | Jackie Stewart       | Tyrrell-Ford      | 66     | + 1 volta              | 4    |        |
| 11   | 15 | Mike Beuttler        | March-Ford        | 65     | + 2 voltas             | 24   |        |
| 12   | 21 | Niki Lauda           | BRM               | 63     | + 4 voltas             | 9    |        |
| 13   | 28 | Rikky von Opel       | Ensign-Ford       | 61     | + 6 voltas             | 21   |        |
| Ret  | 11 | Wilson Fittipaldi    | Brabham-Ford      | 44     | Vazamento de óleo      | 13   |        |
| Ret  | 1  | Emerson Fittipaldi   | Lotus-Ford        | 36     | Transmissão            | 5    |        |
| Ret  | 29 | John Watson          | Brabham-Ford      | 36     | Sistema de combustível | 23   |        |
| Ret  | 12 | Graham Hill          | Shadow-Ford       | 24     | Chassis                | 27   |        |
| Ret  | 22 | Chris Amon           | Tecno             | 6      | Sistema de combustível | 29   |        |
| Ret  | 30 | Jody Scheckter       | McLaren-Ford      | 0      | Acidente               | 6    |        |
| Ret  | 23 | Mike Hailwood        | Surtees-Ford      | 0      | Acidente               | 12   |        |
| Ret  | 31 | Jochen Mass          | Surtees-Ford      | 0      | Acidente               | 14   |        |
| Ret  | 24 | José Carlos Pace     | Surtees-Ford      | 0      | Acidente               | 15   |        |
| Ret  | 20 | Jean-Pierre Beltoise | BRM               | 0      | Acidente               | 17   |        |
| Ret  | 9  | Andrea de Adamich    | Brabham-Ford      | 0      | Acidente               | 20   |        |
| Ret  | 14 | Roger Williamson     | March-Ford        | 0      | Acidente               | 22   |        |
| Ret  | 16 | George Follmer       | Shadow-Ford       | 0      | Acidente               | 25   |        |
| Ret  | 17 | Jackie Oliver        | Shadow-Ford       | 0      | Acidente               | 26   |        |
| Ret  | 26 | Graham McRae         | Iso-Marlboro-Ford | 0      | Acelerador             | 28   |        |
| DNS  | 18 | David Purley         | March-Ford        | 0      | Spun Off               | 16   |        |

## Tabela do campeonato após a corrida
|  | Pos. | Piloto             | Pontos |
|  | ---- | ------------------ | ------ |
|  | 1    | Jackie Stewart     | 42     |
|  | 2    | Emerson Fittipaldi | 41     |
|  | 3    | François Cevert    | 33     |
|  | 4    | Ronnie Peterson    | 25     |
|  | 5    | Denny Hulme        | 23     |

|   | Pos. | Construtor   | Pontos  |
| - | ---- | ------------ | ------- |
|   | 1    | Lotus-Ford   | 58 (62) |
|   | 2    | Tyrrell-Ford | 53 (57) |
|   | 3    | McLaren-Ford | 35      |
| 1 | 4    | Brabham-Ford | 12      |
| 1 | 5    | Ferrari      | 12      |

- Nota: Somente as primeiras cinco posições estão listadas. Em 1973 os pilotos computariam sete resultados nas oito primeiras corridas do ano e seis nas últimas sete. Neste ponto esclarecemos: na tabela dos construtores figurava somente o melhor colocado dentre os carros do mesmo time.